# Булгакова, Анна Владимировна
Анна Владимировна Булгакова (род. 17 января 1988 года, Ставрополь) — российская легкоатлетка, участница Летней Олимпиады 2008 года. Метательница молота.

## Биография
На протяжении карьеры тренировалась под руководством Л. Макаровой, Е. Кривенко, Ю. Воронкина и А. Малюкова.
В 2005 году была вице-чемпионкой мира среди юношей в Марокко (62.05 м).
В 2006 году становится чемпионом России среди юниоров (64.87 м) и вице-чемпионом мира среди юниоров в Пекине (65.73 м).
В 2007 году снова становится чемпионом России в своей возрастной категории (61.52 м).
В 2008 году на молодёжном первенстве России вновь становится чемпионкой (72.12), а на взрослом чемпионате становится бронзовым призёром (72.62) и обладателем олимпийской лицензии. На Олимпиаде 2008 года в Пекине с результатом 68.04 заняла 20-е место в квалификации и не прошла в финальный раунд соревнований.
На чемпионате Европы 2012 года с результатом 71.47 м была третьей.
В 2013 году становится вице-чемпионкой России с личным рекордом (76.17 м) и обладательницей путёвки на чемпионат мира. На московском чемпионате мира в квалификации показала третий результат (74,83 м) и вышла в финал.

## Допинг
19 апреля 2017 года Всероссийская федерация легкой атлетики сообщила, что Анна Булгакова добровольно призналась в применении допинга. У неё был обнаружен запрещённый препарат дегидрохлорметилтестостерон. Анна подписала предложенную Международной ассоциацией легкоатлетических федераций форму признания, которая предполагает снижение сроков дисквалификации спортсменов до двух лет, а также возврат ими медалей и заработанных премиальных. Результаты, показанные ею между 2013 и 2015 годами будут аннулированы.